# Salvatore Inzerillo
Salvatore Inzerillo, soprannominato Totuccio (Palermo, 20 agosto 1944 – Palermo, 11 maggio 1981), è stato un mafioso italiano, legato a Cosa Nostra.

## Biografia
Cugino del facoltoso costruttore edile Rosario Spatola e dei boss John e Carlo Gambino, quest'ultimo capo dell'omonima Famiglia di Brooklyn fino al 1976. Per queste ragioni, ancora giovanissimo, Inzerillo venne affiliato nella cosca di Passo di Rigano, di cui divenne capo nel 1978, succedendo allo zio Rosario Di Maggio e venendo nominato anche capomandamento della zona; fu in questo periodo che Inzerillo instaurò ottimi rapporti personali e d'affari con il boss Stefano Bontate, con cui approvvigionava morfina base e, dopo averla fatta raffinare, la mandava negli Stati Uniti, in collegamento con i cugini Gambino di Brooklyn.
Nel 1979, alla vigilia delle elezioni politiche, Inzerillo era stato ospite di spicco insieme al cugino Rosario Spatola di una cena elettorale in onore del ministro Attilio Ruffini organizzata dall'avvocato Francesco Reale, membro del comitato regionale della Democrazia Cristiana. Nello stesso anno Inzerillo, insieme ai boss Bontate, John Gambino e Rosario Spatola, si occupò del finto rapimento del finanziere Michele Sindona, il quale si nascose in Sicilia in seguito alla bancarotta delle sue banche; il vero obiettivo del finto rapimento era quello di fare arrivare un avviso ricattatorio ai precedenti alleati politici di Sindona, tra cui l'onorevole Giulio Andreotti, per portare a buon fine il salvataggio delle sue banche e quindi del denaro investito da Inzerillo e dagli altri boss.
Nel 1980 Inzerillo ordinò l'omicidio del giudice Gaetano Costa, il quale aveva firmato personalmente sessanta mandati di cattura contro Inzerillo, Rosario Spatola, John Gambino e i loro associati per traffico di stupefacenti; il delitto venne decretato da Inzerillo per mandare un segnale allo schieramento avversario dei Corleonesi, dimostrando che anche lui era capace di ordinare un omicidio "eccellente". Per dimostrare ancora di più il suo potere, Inzerillo si mise in combutta con Bontate nel complotto per ammazzare Salvatore Riina, capo dei Corleonesi. Riina venne però a conoscenza del piano da Michele Greco e per queste ragioni, i Corleonesi ordinarono le uccisioni di Bontate e anche d'Inzerillo grazie anche al tradimento di Salvatore Montalto: l'11 maggio 1981, quando Inzerillo uscì dalla casa della sua amante in via Brunelleschi n° 50, Giuseppe Greco, Antonino Madonia e Giuseppe Giacomo Gambino (armato con un fucile calibro 12 automatico),  dall'interno di un furgone Renault saviem che era guidato da Pino Marchese, cominciarono a sparare all'impazzata uccidendolo a colpi di kalashnikov e fucile calibro 12 (le munizioni dei fucili furono fornite da Nitto Santapaola), prima che potesse salire sulla sua nuova auto blindata (un'Alfa Romeo Alfetta bianca).
Per l'omicidio di Inzerillo, Salvatore Riina, Bernardo Provenzano, Salvatore e Giuseppe Montalto, Pino Greco e Michele Greco furono condannati all'ergastolo al maxiprocesso di Palermo.

### Le conseguenze
Subito dopo la morte di Inzerillo, furono uccisi il figlio diciassettenne Giuseppe (mutilato e ucciso perché voleva vendicare il padre) e anche i fratelli Santo (27 maggio) e Pietro che fu ucciso nel gennaio 1982 nel New Jersey e fatto ritrovare cadavere nel bagagliaio di un'automobile con 5 dollari in bocca e due dollari sui genitali. Gran parte della famiglia decise di scappare negli Stati Uniti dove ricevette la protezione dei cugini Gambino. Restarono invece a Palermo la moglie di Salvatore Inzerillo Filippa Spatola, la figlia Francesca ed il figlio Giovanni.